# Deltote jora
Deltote jora is een vlinder uit de familie van de uilen (Noctuidae). De wetenschappelijke naam van deze soort is voor het eerst voorgesteld als Lithacodia jora door William Schaus in een publicatie uit 1911.
De soort komt voor in Costa Rica.